# カテイトエ
カテイトエは、梅津諭と和枝夫婦によるアート・クラフトユニット。

## メンバー
- 梅津諭（うめづ さとし、1981年10月15日 - ）
  - 2004年、名古屋芸術大学美術学部卒業。2014年、似顔絵技術を競う国際コンペで部門2位、総合9位受賞。
- 梅津和枝（うめづ かずえ）
  - 愛知県立一宮高等学校被服科、中部ファッション専門学校、バンタンキャリアスクール卒業。

## 経歴
2014年、個々にイラストレーターとして活動していた梅津諭と和枝が結成。主に都市圏のクラフトマーケットなどに現れる。2016年、東急ハンズにて一部作品の取り扱いを開始。2017年、新潟県糸魚川市の糸魚川ジオパーク匠の里創生事業の第1号として根知谷に移住、アトリエである匠ハウス和泉を構える。同年以後、国内に加えて海外での展示活動等もコンスタントに行われる。

## 主な展示
- 2016年 - 「小滝地域づくり祭り」（小滝公民館）糸魚川市主催[1]
- 2017年 - 「匠の里クラフト展&根知谷にきらめくキャンドルロード2017」（糸魚川市根知地区一円）糸魚川市主催
- 2017年 - 「Société Nationale des Beaux Arts 2017」（ルーブル美術館地下会場カルーゼル・ドゥ・ルーブル）S.N.B.A主催[2]
- 2018年 - ハワイ・ホノルルフェスティバル（アメリカ合衆国）株式会社エムズプランニングオフィス主催
- 2019年 - Global Village (Dubai)（アラブ首長国連邦内ドバイ首長国）

## 受賞
- 2017年 - 「Société Nationale des Beaux Arts 2017」Prix du Jury 受賞[3]

## 主な出演
- スーパーJにいがた「移住…夫婦で描く糸魚川の笑顔」（2016年、UX新潟テレビ21）[4]

## 主な取材
- 2016年5月 - 高1広報紙にイラスト（読売新聞）[5]
- 2017年8月 - 特集 移住・定住 〜人が人を呼ぶ〜（広報いといがわ No.149）[6]
- 2017年8月 - 絵描いて大火被災地 元気に（朝日新聞）[7]
- 2017年10月 - イキイキ地域 新潟県糸魚川市根知地区「匠集めて芸術の街へ」（日経MJ）[5]
- 2017年12月 - 糸魚川のイラストレーター夫妻、パリの展覧会で受賞（毎日新聞）[5]
- 2017年12月「絆」イラストで表現 糸魚川・梅津諭さん、和枝さん夫妻 仏の作品展で審査員賞（新潟日報）[5]
- 2018年5月 - 移住夫妻 懸け橋（中日新聞）[5]